# Galwanostegia

Elektrolityczne nanoszenie powłoki z miedzi

Galwanostegia — jeden z dwóch podstawowych działów galwanotechniki (drugim jest galwanoplastyka). Zajmuje się elektrolitycznymi procesami powodującymi uzyskanie na powierzchni metali szeregu trwałych powłok różnych rodzajów (metalicznych lub niemetalicznych).
Galwanostegia różni się od galwanoplastyki tym, że wytworzone powierzchnie są trwale związane z podłożem, podczas gdy w galwanoplastyce wytwarzane są powłoki oddzielane od powierzchni obrabianego przedmiotu.

## Procesy
Do procesów związanych z galwanostegią należą:
- barwienie metalu podłoża — wytworzenie na powierzchni metalu bardzo cienkiej warstwy związków chemicznych w celach ozdobnych
- nakładanie warstwy innego metalu:
  - w celu antykorozyjnym — nakładanie warstwy metalu o wyższej odporności chemicznej, np. chromowanie, niklowanie, pokrywanie stopami wolframu poprzez indukowane współosadzanie,
  - w celu ozdobnym — zwykle jest to nałożenie metalu bardziej błyszczącego, często także o innym odcieniu lub nawet barwie, np. srebrzenie, złocenie, rodowanie,
  - w celu technologicznym — często stosowane jako warstwy pośrednie w celu zwiększenia przyczepności warstwy ostatniej (np. miedziowanie stali przed niklowaniem lub chromowaniem), lub nałożenie warstwy metalu dającego bardzo gładką powierzchnię, stosowane w produkcji zwierciadeł, także w celach konstrukcyjnych (np. nałożenie grubej warstwy chromu na pracujących elementach siłowników hydraulicznych),
- odtłuszczanie — w specjalnej kąpieli usuwającej tłuszcze oraz wyższe węglowodory,
- polerowanie — wygładzanie powierzchni metalu w kąpieli o ograniczonej agresywności, w celu usunięcia powierzchni metalu przede wszystkim z miejsc najbardziej wystających, służy do zwiększenia połysku podłoża, czasami także do przystosowania wyrobu do odpowiednio ciasnego pasowania,
- trawienie — w kąpieli agresywnej, powodujące usuwanie tlenków metali oraz innych zabrudzeń, najczęściej usuwa także w pewnym stopniu podłoże,
- trawienie intensywne — powoduje zmatowienie podłoża w celu zwiększenia powierzchni styku z kolejną warstwą, a przez to zwiększenia jej przyczepności,
- wytwarzanie lub osadzanie związków chemicznych — w celach ozdobnych, antykorozyjnych, a w przypadku wytworzenia powłok porowatych także w celu uzyskania podłoża o zwiększonej przyczepności dla powłok malarskich, lakierniczych lub innych zabezpieczających.

## Rodzaje powłok
Powłoki wytwarzane metodą galwanostegii mogą być cienkie - o grubości wystarczającej do uzyskania zamierzonego efektu powierzchniowego - lub też wyraźnie grubsze, i wtedy spełniają zadanie całą swoją grubością, jako dodatkowa warstwa materiału nałożona na podłoże wykazująca własne własności mechaniczne.
W przypadku powłok cienkich zazwyczaj nie wlicza się ich grubości do rozmiarów wyrobu, w przypadku powłok grubych stanowią one wymierną zmianę rozmiarów wyrobu (aczkolwiek nadal mogą to być wielkości niewielkie). Powłoki wytworzone metodą galwanostegii mogą również powodować nieznaczny ubytek metalu podłoża - w przypadku różnego rodzaju procesów usuwania warstw przypowierzchniowych podłoża.
Cienkie powłoki uzyskane metodą galwanostegii mogą służyć rozmaitym celom: ozdobnym, antykorozyjnym, lub przygotowaniu powierzchni podłoża do innych procesów technologicznych. Tym samym celom mogą służyć powłoki uzyskane poprzez usunięcie warstw przypowierzchniowych podłoża. Zmiany rozmiarów wyrobu są tutaj rzędu ułamków milimetrów.
Grube powłoki służą wzmacnianiu powierzchni wyrobu w celach konstrukcyjnych w celu dostosowania wyrobu do pracy pod dużymi obciążeniami powierzchni, a także wytwarzane są w celu dostosowania wyrobu do pracy w środowisku silnie agresywnym chemicznie. Zmiany rozmiarów wyrobów mogą tutaj dochodzić do kilku milimetrów.